# Björn Bengtsson
Björn Mikael Bengtsson, nacido el 28 de octubre de 1972, es un actor sueco quien da vida a Lasse Waldemar en la serie sueca Tjockare än vatten.

## Biografía
Nació el 28 de octubre de 1972 en Malmö. Tiene dos hermanos menores.
En 1993 se unió al "Gothenburg Theatre Academy" de donde se graduó en 1996.
Björn sale con Sandra Lindblom, la pareja tiene una hija, Alma Bengtsson.

## Carrera[3]
En el 2007 se unió al elenco de la serie sueca Labyrint donde dio vida a Jonny Johansson, hasta el final de la serie en 2008.
En el 2014 se unió al elenco de la serie Tjockare än vatten (en inglés: Thicker Than Water) donde interpreta a Lasse Waldemar, el hermano mayor de Oskar Waldemar (Joel Spira) y Jonna Waldemar (Aliette Opheim), hasta ahora.
En el 2015 se unió al elenco de la franquicia de las películas de Johan Falk donde dio vida al peligroso criminal y gánster Jack en Johan Falk: Ur askan i elden, Johan Falk: Tyst diplomati y finalmente en Johan Falk: Blodsdiamanter.
En 2016 se unió al elenco de la película de terror Zon 261 donde interpretó al teniente Ehrenstrah.

## Filmografía

### Películas
| Año  | Título                       | Personaje       | Notas                                                                                                  |
| ---- | ---------------------------- | --------------- | --- |
| 2018 | Operation Ragnarök           | Lt. Ehrenstrahl | junto Hafþór Júlíus Björnsson, Bahar Pars, Malin Arvidsson, Jonas Malmsjö, Dag Malmberg y Peter Eggers |
| 2018 | Robin Hood                   | Tydon           | junto Taron Egerton, Jamie Foxx, Eve Hewson, Ben Mendelsohn, Jamie Dornan y Tim Minchin                |
| 2015 | Så ock på jorden             | Jonas           | junto a Axelle Axell, André Sjöberg, Eric Ericson, Niklas Falk, Frida Hallgren y Lennart Jähkel        |
| 2015 | Johan Falk: Blodsdiamanter   | Jack            | junto a Jakob Eklund, Jens Hultén, Meliz Karlge, Mårten Svedberg y Alexander Karim                     |
| 2015 | Johan Falk: Tyst diplomati   | Jack            | junto a Jakob Eklund, Jens Hultén, Meliz Karlge, Alexandra Rapaport, Mårten Svedberg y Mikael Tornving |
| 2015 | Johan Falk: Ur askan i elden | Jack            | junto a Jakob Eklund, Jens Hultén, Meliz Karlge, Henrik Norlén, Mårten Svedberg y Mikael Tornving      |

### Series de televisión
| Año             | Título                | Personaje       | Notas        |
| --------------- | --------------------- | --------------- | ------------ |
| 2018 - presente | Rig 45                | -               | -            |
| 2014 - 2020     | Tjockare än vatten    | Lasse Waldemar  | 20 episodios |
| 2017            | The Last Kingdom      | Sigefrid        | 8 episodios  |
| 2007 - 2008     | Labyrint              | Jonny Johansson | 12 episodios |
| 2023            | En helt vanlig familj | Adam Sandell    | 6 episodios  |

### Apariciones
| Año  | Título             | Notas       |
| ---- | ------------------ | ----------- |
| 2014 | Fångarna på fortet | 2 episodios |

### Teatro[6]
| Año  | Obra                 | Personaje | Director (a)           | Teatro                 | Notas                                                            |
| ---- | -------------------- | --------- | ---------------------- | ---------------------- | ---------------------------------------------------------------- |
| 2015 | Idioten              | Rogozjin  | Mattias Andersson      | -                      | junto a Marie Richardson, Melinda Kinnaman y Jennie Silfverhjelm |
| -    | Hjärtats Dubbla Slag | -         | Margareta Garpe        | Stockholms Stadsteater | -                                                                |
| -    | Krig                 | -         | Kamilla Wargo Brekling | Stockholms Stadsteater | -                                                                |
| -    | Ett Drömspel         | -         | Mattias Andersson      | Stockholms Stadsteater | -                                                                |